# Лёнинг, Эдгар
Эдгар Лёнинг (нем. Edgar Friedrich Loening; 1843—1919) — немецкий учёный-юрист.

## Биография
Родился в Париже 14 июня 1843 года. Его отец, доктор философии Карл Фридрих Лёнинг, был соучредителем издательства Rütten & Loening. Был евреем и в 1847 году вместе с сыном крестился в протестантство.
Учился в Бонне. Затем окончил гимназию во Франкфурте-на-Майне, куда его отец переехал в 1859 году, открыв там книжный склад. В 1862 году поступил на юридический факультет Боннского университета, в 1863 перешёл в Гейдельбергский, в 1864 вернулся в Бонн, где 9 марта 1865 года получил степень доктора философии. В 1867 году получил степень доктора права в Лейпцигском университете.
В 1868 году получил хабилитацию в Гейдельберге и стал приват-доцентом Гейдельбергского университета по кафедре государственного и административного права. Для получения практических навыков отправился в образовательную поездку; побывал в Австрии, Бельгии, Италии и Франции. Когда Эльзас был занят германскими войсками, в 1870 году принял предложенное ему место в окружном правительстве Нижнего Эльзаса, где за свою работу был награждён Железным крестом с белой лентой  (нем.). В 1872 году стал экстраординарным профессором в немецком университете Кайзера Вильгельма, открытом в Страсбурге — читал лекции по государственному, административному, церковному праву и по общей теории права.
В 1877 году был избран ординарным профессором государственного и народного права Дерптского университета.
В 1883 году стал профессором конституционного и канонического права в Ростокском университете, в 1886 году перешёл в Галльский университет, где на 1899/1900 учебный год был избран ректором. 
Умер в Галле 19 февраля 1919 года.
Кроме ордена  имел ещё и другие ордена: прусский орден Короны 2-й степени, орден Альбрехта Медведя 2-й степени, российский орден Св. Станислава 2-й степени; был почётным членом университета Св. Владимира.